# Jacek Protasiewicz
Jacek Protasiewicz, né le 5 juin 1967  à Brzeg (voïvodie d'Opole), est un homme politique polonais, vice-président du Parlement européen de 2012 à 2014.

## Biographie
Jacek Protasiewicz est diplômé de la faculté des lettres de l'université de Wrocław, où il était de 1986 à 1987 leader de l'Association indépendante des étudiants (pl). 
Après la fin du système communiste, il est membre du parti de centre droit KLD, dont il dirige la structure régionale à Wrocław, tout en étant porte-parole du voïvode de Wrocław. Il est notamment engagé, comme membre du conseil municipal, aux côtés de Bogdan Zdrojewski, président (maire) de Wrocław puis sénateur. Au fur et à mesure des réorganisations, fusions et scissions, il joue un rôle dirigeant au sein de l'Union pour la liberté (1994-2001) puis, à partir de 2001 de la Plate-forme civique. Il siège de 1998 à 2001 à la diétine (assemblée régionale) de Basse-Silésie.
En 2001, il est élu député à la Diète de Pologne dans la circonscription de Wrocław. Depuis 2004, il est député au Parlement européen (réélu  en 2009) et siège dans le groupe du Parti populaire européen. Lors de l'élection présidentielle polonaise de 2005, il dirige la campagne de Donald Tusk. Il est élu le 18 janvier 2012 vice-président du Parlement européen et prend la tête le 26 octobre 2013 du comité régional de la Plate-forme civique pour la Basse-Silésie.
Le 26 février 2014, il est au cœur d'un incident survenu à l'aéroport de Francfort où, à la suite d'une altercation avec des douaniers, il est interpellé par des policiers et répond par des allusions au 3e Reich.
Il participe en novembre 2016 à la création de l'Union des démocrates européens à partir du Parti démocrate - demokraci.pl élargi à d'autres parlementaires dissidents de la Plateforme civique comme Ewa Hołuszko (pl), Michał Kamiński, Stefan Niesiołowski.